# Thomas Goyon de Matignon
Pour les autres membres de la famille, voir Famille de Goüyon.
Marie-Thomas-Auguste de Goyon de Matignon (1684-1766), d'abord connu sous le nom de « chevalier de Matignon » puis sous celui de marquis de Matignon est un militaire français des XVIIIe et XVIIIe siècles. Il fut Chevalier des ordres du roi et termina sa carrière avec le grade de brigadier des armées du roi.

## Biographie
Marquis de Matignon, baron de Bricquebec, comte de Gacé, de Bombon, de Bongay (sans doute Montjay-en-Brie à Bombon) et d'Ormoy-en-Brie, il est le fils de Charles Auguste de Goyon de Matignon (1647-1729), maréchal de France, et de sa femme, Marie Elisabeth Berthelot.
Il commence sa carrière militaire dans la Marine royale. Il intègre une compagnie de garde-marine en 1698. Promu au grade d'enseigne de vaisseau en 1703, il quitte l'armée puis est nommé mestre de camp d'un régiment de cavalerie, posté laissé vacant par la mort de son frère en 1707 et il fait les campagnes de 1709, 1710, 1711, 1712 et 1713, pendant la guerre de Succession d'Espagne, et jusqu'à la paix. Il est nommé brigadier des armées du roi en 1715. Il est reçu chevalier des ordres du roi le 1er janvier 1727.

## Mariage et descendance
Il épouse par contrat du 11 mai 1720, Edme Charlotte de Brenne, fille de Basile de Brenne de Postel, sire de Montjay-en-Brie et d'Ormoy-en-Brie, comte de Bombon par lettres données à Versailles au mois de mars 1699 et enregistrées le 6 février 1700, et de Marie Madelene Duret de Chevery, dame du palais de la reine. De cette union naissent trois filles.

## Sources et bibliographie
- Anselme de Sainte-Marie, Histoire généalogique et chronologique de la maison royale de France, des pairs, grands officiers de la couronne & de la maison du Roy, & des anciens barons du royaume, par la compagnie des libraires associez, 1730, p. 392 Lire en ligne